# Дајана Тораси
Дајана Лорена Тораси (Глендејл, 11. јун 1982) америчка је кошаркашица. Игра на позицији плејмејкера или бека шутера, и тренутно наступа за Финикс меркури у САД-у, као и УММЦ Јекатаринебург. 
Освојила је три пута ВНБА шампионат, седам пута Евролигу као и руско и турско национално првенство. Стандардна је репрезентативка САД, и са репрезентацијом је освојила 4 златне медаље на Олимпијским играма као и два злата и једну бронзу на Светским првенствима. Постигавши 7.494 поена постала је рекордерка ВНБА лиге. Као једна од најбољих кошаркашица и због начина на који игра добила је надимак Бела Мамба, по угледу на кошаркаша Кобија Брајанта.

## Биографија
Одрасла је у Чину, Калифорнија, где је похађала школу и играла кошарку. Њен отац Марио је рођен у Италији а одрастао у Аргентини. У Италији је био фудбалер. Мајка Лилијана је Аргентинка. Њени родитељи су емигрирали у САД, где је Дајана и рођена. Има рођену сестру Џесику.
Играјући за своју средњу школу, 2000. године Лос Анђелес тајмс је прогласио најбољом кошаркашицом Јужне Калифорније.

### Колеџ
Дајана је уписала Универзитет у Конектикату (Јукон) и почела је да игра за женску кошаркашку екипу универзитета током сезоне 2000-2001. Као главни кошгетер предводила је тим до три узаступне титуле. Одговарајући на питања, њен тренер Гено Аурима је изјавио: "Имамо Дајану, а ви не". У својој колеџ каријери у просеку је постизала 15,0 поена, 4,3 скокова и 4,5 асистенције по утакмици. Током њеног играња за УКОН, њен тим је дошао до 139 победа уз 8 пораза. 

### ВНБА
Након импресивне колеџ каријере, Дијана је као први пик на драфту изабрана од стране Финикс меркурија. У њеном дебију у ВНБА, Таураси је постигла 22 поена у поразу од Сакрамента 72-66. У првој сезони просечно је постизала 17,0 поена, 4,4 скокова и 3,9 асистенције по утакмици. У 2005. години, Дијана је у просеку постизала 16,0 поена, 4,2 скокова и 4,5 асистенције по утакмици, али се све време борила са повредом зглоба. Након тога Финикс добија тренера Пола Вестхеда, који је имао и НБА каријеру. Дијана је у сезони 2006. просто експлодирала и дошла до рекорда ВНБА од 25,3 поена, 4,1 асистенције и 3,6 скокова по утакмици. Те сезонеје постигла и максималних 47 поена у победи против Хјустона. На тој утакмици је постигла рекордних 8 тројки. Такође са постигла је и рекордних 121 тројку те сезоне. Ипак све то није имало ефекта и њена екипа се није домогла плеј-офа. 
Године 2007., Дијана је коначно са Фениксом стигла до плеј-оф.а И не само то, успела је са саиграчицама да се домогне титуле, чиме је Дијана ушла у узан круг девојака са НЦАА, ВНБА титулом и златом на Олимпијским играма. 2009. године након што је проглашена за МВП читавог првенства успева још једном да освоји титулу. 2011. године изабрана је за једну од 15 најбољих кошарашица у 15 година дугој историји ВНБА лиге. 2012. године је била повређена, па је одиграла само 8 утакмица. Сезону 2014. уз подршку ветеранкиња Кнадик Дупре и Бритни Гринер, Финикс постиже 29 победа уз 5 пораза у регуларном делу сезоне. Тим опет долази до победе у финалу и треће титуле, а Дијана је по други пут проглашена за МВП финалне серије.
Сезону 2015. је пропустила због захтева њеног руског тима у Јекатеринбургу, који су јој платили више него што јој износи плата у Фениксу. Дијана је достигла максимум од 107.000 доларам, док је у Русији имала око 15 пута више. Дијана се вралиа у Феникс 2016. и просечно је постизала 17,8 поена. Маја 2017. године Дијана је потписала вишегодишњи уговор са Меркуријем. Касније тог истог месеца, Дијана је постала први играч у историји лига са 7.000 поена, 1.500 скокова и 1.500 асистенција након победе 85:62 против Индијане. 18. јуна 2017. године, Дијана је постала водећи стрелац ВНБА-а, прешавши Тину Томпсон.

### Европа
Попут многих кошаркашица из ВНБА лиге и она је искористила могућност да у паузи ВНБА првенства наступа за европске клубове који своје сезоне играју тоом зимских месеци. 2005. године је заиграла за Динамо из Москве. Са Динамом је дошла до четвртфинала Евролиге.
Године 2006., Дијана је је прешла у Спартак из Москве. Тим је купио Шабат Калманович који је улагао огромна средства како би направио моћну екипу. Он је окупио велики број врхунских кошаркашица, који су тада имале седам олимпијских медаља. Поред Дијане тиму је прикључена аустралијанка Лорен Џексон и американка Сју Берд. Тиму је у 2008. придодата и српска кошаркашица Соња Петровић. Моћни Спартак је освојио четири узастопне Евролиге, а Дијана је два пута проглашена за МВП финалног турнира.
Дијана 2010. године прелази да игра за турског првака Фенербахче, помажући тиму да понови титулу у националној лиги. Дана 24. децембра 2010. године, Дијана је имала позитиван тест на благи стимуланс. Према њеном адвокату позитиван тест је дошао из једног узорка а испитивање је тражено на другом. Он је такође истакао да та супстанца није стероидна нити дрога. Она је привремено била суспендована од Турског савеза. Ипак 16. фебруара Дијана је ослобођена тужби и враћена је у тим. У сезони 2011-2012. Дијана је играла за Галатасарај, дугогодишњи ривал Фенербахчеа. Дијана је играла са другим ВНБА зевздама али сем турског националног купа ништа више нису освојили.
Дијана се, 16. маја 2012. године, враћа у Русију где је потписала уговор са УММЦ, придруживши се колегиници из ВНБА Кандак Паркеровој. Тим је доминирао на домаћим и међународним такмичењима, освојивши Евролигу, Руски шампионат и Руски куп. И следеће сезоне су биле успешне али им је измакла Евролига изгубивши од екипе Галатасараја у полуфиналу. И следеће сезоне су остале надомак титуле у Евролиги, а Дијана није могла да помогне у финалу збоог поломљене руке. Због тога је руски клуб понудио Дијани договор да прескочи ВНБА сезону како би се опоравила. Ово је изазвало огромну дебату у САД-у, око плата најбољих кошарашица у ВНБА у поређењу са платама у Европи и Кини. Након тога Дијана са УММЦ-ом долази до две узастопне титуле у Евролиги, њеној шестој и седмој у каријери.

### Репрезентација
За репрезентацију Сједињених Америчких Држава је наступала и у млађим категоријама. На јуниорском првенству Америке је освојила златну медаљу. У полуфиналу против Бразила је постигла 26 поена, уз 7 тројки из 11 покушаја, а просечно на првенству 12,6 поена и 5,46 асистенција.
Од 2004. године стандардни је члан сениорске репрезентације САД-а. Те сезоне је била део екипе која је дошла до златне медаље на Олимпијским играма у Атини. До истог успеха долае и на Олимпијади у Пекингу 2008. године, где је Дијана била стартер у свих 8 утакмица. На светском првенству у Бразилу су изгубиле од рускиња у полуфиналу, али ипак дошли до бронзане медаље. Дијана је била други стрелац своје екипе.
Године 2010. без готово и једног тренинга са саиграчицама је отпутовала на Светско првенство у Чешкој. Нису могле да тренирају зато што је првенство било у септембру одмах након ВНБА лиге. Без обзира на неутренираност оне су убедљиво дошле до златне медаље. Дијана је предводила тим са просеком од 12 поена.
Дијана је била део репрезентаицје и на Олимпијским играма у Рију 2016. године. Освојила је своју четврту златну медаљу победивши Шпанију 101:72 у финалу.

## Статистика
| † | Сезоне у којима је освојила лигу |
|   | рекорди ВНБА                     |

### Колеџ
| Сезона   | Екипа      | ОУ  | СУ  | МПУ  | ПШ%  | 3П%  | СБ%  | СПУ | АПУ | УПУ | БПУ | ППУ  |
| -------- | ---------- | --- | --- | ---- | ---- | ---- | ---- | --- | --- | --- | --- | ---- |
| 2000–01  | Конектикат | 33  | 33  | 23,9 | 44,4 | 38,6 | 87,8 | 3,2 | 3,3 | 1,2 | 0,9 | 10,9 |
| 2001–02  | Конектикат | 39  | 39  | 29,0 | 49,4 | 44,0 | 82,8 | 4,1 | 5,3 | 1,3 | 1,2 | 14,5 |
| 2002–03  | Конектикат | 37  | 37  | 31,9 | 47,6 | 35,0 | 81,5 | 6.1 | 4,4 | 0,9 | 1,2 | 17,9 |
| 2003–04  | Конектикат | 35  | 35  | 31,9 | 45,6 | 39,0 | 79,5 | 4,0 | 4,9 | 1,5 | 0,8 | 16,2 |
| Каријера |            | 144 | 144 | 29.3 | 46,9 | 39,2 | 81,9 | 4,4 | 4,5 | 1,2 | 1.0 | 15,0 |

### ВНБА

#### Регуларна сезона
| Сезона   | Екипа  | ОУ  | СУ  | МПУ  | ПШ%  | 3П%  | СБ%  | СПУ | АПУ | УПУ | БПУ | ППУ  |
| -------- | ------ | --- | --- | ---- | ---- | ---- | ---- | --- | --- | --- | --- | ---- |
| 2004     | Финикс | 34  | 34  | 33,2 | 41,6 | 33,0 | 71,0 | 4,4 | 3,9 | 1,3 | 0,7 | 18,0 |
| 2005     | Финикс | 33  | 33  | 33.0 | 41,0 | 31,3 | 80,1 | 4,2 | 4,5 | 1,2 | 0,8 | 16,0 |
| 2006     | Финикс | 34  | 34  | 33,9 | 45,2 | 39,7 | 78,1 | 3,6 | 4,1 | 1.2 | 0,8 | 25,3 |
| 2007†    | Финикс | 32  | 32  | 32.0 | 44,0 | 36,7 | 83,5 | 4,2 | 4,3 | 1,4 | 1,1 | 19,2 |
| 2008     | Финикс | 34  | 34  | 31,9 | 44,6 | 36,0 | 87,0 | 5,1 | 3.6 | 1,4 | 1,4 | 24,1 |
| 2009†    | Финикс | 31  | 31  | 31,5 | 46,1 | 40,7 | 89,4 | 5.7 | 3.5 | 1.2 | 1,4 | 20,4 |
| 2010     | Финикс | 31  | 31  | 32,2 | 42,7 | 37,4 | 91,2 | 4,3 | 4,7 | 1,2 | 0,6 | 22,6 |
| 2011     | Финикс | 32  | 32  | 30,2 | 44,9 | 39,5 | 90,3 | 3,2 | 3,6 | 0,8 | 0,6 | 21,6 |
| 2012     | Финикс | 8   | 8   | 20,8 | 43,6 | 39,5 | 90,0 | 1,6 | 2,3 | 0,5 | 0,5 | 14,0 |
| 2013     | Финикс | 32  | 32  | 32,3 | 45,6 | 34,7 | 85,4 | 4,2 | 6,2 | 0,7 | 0,5 | 20,3 |
| 2014†    | Финикс | 33  | 33  | 32,3 | 45,4 | 36,5 | 87,4 | 3,8 | 5,6 | 0.7 | 0,3 | 16,2 |
| 2016     | Финикс | 33  | 33  | 29,8 | 39,6 | 35,0 | 90,9 | 3,0 | 3,9 | 0,9 | 0,1 | 17,8 |
| 2017     | Финикс | 31  | 31  | 28.5 | 40,0 | 38,4 | 91,2 | 3,0 | 2,7 | 0,5 | 0,3 | 17,9 |
| Каријера |        | 398 | 398 | 31,4 | 43,4 | 36,8 | 86,3 | 4,0 | 4,2 | 1,0 | 0,7 | 19,8 |

#### Плеј-оф
| Сезона   | Екипа  | ОУ | СУ | МПУ  | ПШ%  | 3П%  | СБ%  | СПУ | АПУ | УПУ | БПУ | ППУ  |
| -------- | ------ | -- | -- | ---- | ---- | ---- | ---- | --- | --- | --- | --- | ---- |
| 2007†    | Финикс | 9  | 9  | 33,2 | 50,4 | 39,0 | 73,1 | 4,3 | 3,0 | 1,4 | 0.8 | 19,9 |
| 2009†    | Финикс | 11 | 11 | 32.9 | 4,51 | 36,5 | 89,3 | 5,9 | 3,8 | 0,7 | 1,3 | 22,3 |
| 2010     | Финикс | 4  | 4  | 31,3 | 47,3 | 54,2 | 81,8 | 5,3 | 3,8 | 1,8 | 0,8 | 18,5 |
| 2011     | Финикс | 5  | 5  | 31,2 | 39,8 | 28,6 | 92,9 | 3,2 | 2,4 | 0.2 | 0.2 | 20,0 |
| 2013     | Финикс | 5  | 5  | 37.2 | 33,3 | 17,6 | 95,0 | 5.2 | 6.0 | 1.6 | 0.2 | 20,8 |
| 2014†    | Финикс | 8  | 8  | 32,4 | 49,2 | 38,6 | 85,3 | 4,3 | 5,8 | 1.0 | 0.5 | 21,9 |
| 2016     | Финикс | 5  | 5  | 30,7 | 51,5 | 43,2 | 97,0 | 2.6 | 2,8 | 0,2 | 0,6 | 23,6 |
| 2017     | Финикс | 5  | 5  | 31,8 | 40,9 | 35,3 | 76,9 | 2,8 | 3,8 | 0,6 | 0,0 | 17,2 |
| Каријера |        | 52 | 52 | 32,7 | 45,0 | 36,7 | 87,8 | 4,4 | 3,9 | 0.9 | 0,6 | 20,8 |

### Евролига

#### Регуларна сезона
| Сезона   | Екипа              | ОУ  | СУ  | МПУ  | ПШ%  | 3П%  | СБ%  | СПУ | АПУ | УПУ | БПУ | ППУ  |
| -------- | ------------------ | --- | --- | ---- | ---- | ---- | ---- | --- | --- | --- | --- | ---- |
| 2005–06  | Динамо Москва      | 9   | 9   | 28.4 | 40,0 | 41,9 | 62,5 | 4,1 | 2,2 | 0,9 | 0,3 | 11,4 |
| 2006–07  | Спартак Москва     | 12  | 12  | 29,3 | 41,7 | 43,8 | 65,2 | 5,3 | 2,1 | 0.7 | 0,5 | 13,1 |
| 2007–08  | Спартак Москва     | 14  | 14  | 30,6 | 48,5 | 48,1 | 87,2 | 4.9 | 4.4 | 1,3 | 0,6 | 16,8 |
| 2008–09  | Спартак Москва     | 17  | 17  | 31,9 | 48,5 | 45,7 | 83,1 | 5,6 | 3,8 | 1.4 | 0.3 | 20,5 |
| 2009–10  | Спартак Москва     | 16  | 16  | 30,3 | 49,6 | 44,6 | 85,3 | 5.7 | 3.8 | 1.6 | 0.3 | 24,9 |
| 2010–11  | Фенербахче         | 7   | 7   | 33,7 | 49,2 | 51,5 | 88,6 | 5,4 | 4,7 | 1,1 | 0,0 | 24,6 |
| 2011–12  | Галатасарај        | 18  | 18  | 30,4 | 45,1 | 44,0 | 90,0 | 4.4 | 3.1 | 0.9 | 0.2 | 20.9 |
| 2012–13  | УММЦ Јекатеринбург | 17  | 17  | 29,2 | 43,9 | 39,4 | 89,5 | 4,4 | 4,7 | 0,6 | 0.5 | 15,5 |
| 2013–14  | УММЦ Јекатеринбург | 14  | 14  | 29,5 | 50,0 | 48,1 | 78,9 | 3,3 | 5,0 | 0.8 | 0.1 | 15,0 |
| 2014–15  | УММЦ Јекатеринбург | 14  | 14  | 31,0 | 47,9 | 51,1 | 84,4 | 4,2 | 5,9 | 1,1 | 0,1 | 16,9 |
| 2015–16  | УММЦ Јекатеринбург | 19  | 19  | 32,1 | 46,1 | 43,2 | 90,5 | 5,0 | 4,2 | 0,9 | 0,2 | 20,9 |
| 2016–17  | УММЦ Јекатеринбург | 15  | 15  | 23,6 | 48,8 | 45,5 | 86,5 | 1,9 | 2,8 | 0,8 | 0,1 | 17,9 |
| Каријера |                    | 172 | 172 | 30,0 | 46,6 | 45,5 | 82,6 | 4,5 | 3,9 | 1,0 | 0,2 | 18,2 |

## Остало
Таурази је, 2. јула 2009. године, заустављена због брзе вожње око 02.30 ујутро. У полицијској изјави наводи се да је официр намирисао алкохол и урадио испитивање. Таурази је потом одведена да би дала узорак крви, потом је и пуштена. Власти су касније рекле да је ниво алкохола у крви био 0,17‰. Феникс на ове вест одговорио суспендујући је на две утакмице тог месеца. Ипак после истражне радње признала је кривицу због чега је један дан одлежала у затвору.